# Threnosia heminephes
Espèce
Threnosia heminephes est une espèce de lépidoptères (papillons) de la famille des Erebidae et de la famille des Arctiinae. 
On la trouve en Australie.